# Sword Art Online - The Movie: Ordinal Scale
Sword Art Online - The Movie: Ordinal Scale (劇場版 ソードアート・オンライン -オーディナル・スケール-?, Gekijō-ban Sōdo Āto Onrain -Ōdinaru Sukēru-) è un film d'animazione del 2017 diretto da Tomohiko Itō.
Il film, basato sulla serie di light novel Sword Art Online di Reki Kawahara, è una storia originale dello scrittore, prodotto dopo essere stato annunciato in occasione del festival autunnale di Dengeki Bunko nel 2015, dall'A-1 Pictures, con musiche di Yuki Kajiura.
La storia è ambientata tra gli eventi di Sword Art Online II e Sword Art Online: Alicization. Il film ha incassato più di 1 miliardo di yen.
In Giappone è stato proiettato nelle sale cinematografiche il 18 febbraio 2017, in contemporanea con la Germania, in Nordamerica il 9 marzo, mentre in Italia è stato trasmesso al cinema da Dynit e Nexo Digital il 13 e 14 giugno 2017. Dopo il successo nei cinema italiani il film è stato ritrasmesso anche il 28 e 29 giugno. È uscito in DVD e Blu-ray Disc distribuito da Dynit il 13 dicembre 2017.

## Trama
La storia è ambientata successivamente tra la fine dell'arco narrativo di "Mother's Rosario", ovvero la fine della seconda stagione dell'anime, e l'inizio dell'arco narrativo "Alicization", l'inizio della terza stagione.
Nel 2026, al dispositivo di realtà virtuale AmuSphere viene affiancato un nuovo apparecchio, l'Augma, che consente l'utilizzo della realtà aumentata mentre il giocatore è cosciente e, quindi, che supera la funzione di FullDive del precedente. Dopo poco tempo dal lancio, praticamente ogni cittadino giapponese è in possesso di questo terminale, grazie anche alla sua praticità nello svolgere attività quotidiane, e viene inoltre concesso gratuitamente a tutti gli studenti nella scuola per sopravvissuti di SAO, compresi Kirito e Asuna.
Mentre la ragazza, con le amiche Lisbeth e Silica, è entusiasta delle funzionalità messe a disposizione, tra cui il gioco ARMMORPG esclusivo "Ordinal Scale" (aka: OS), Kirito esita ad usare l'Augma, soprattutto nei veri e propri scontri che si possono effettuare. È proprio in uno di questi, in cui appare il primo dei molti boss di Aincrad che iniziano a manifestarsi in città, che i protagonisti fanno la conoscenza della virtual idol Yuna, una IA dal passato incerto, e del giocatore noto come Eiji, il secondo nella classifica del gioco. Da lì in poi inizieranno a succedere una serie di incidenti e infortuni durante i combattimenti, dietro ai quali ci sarà non solo l'inquietante top player, desideroso di vendicarsi dei sopravvissuti di SAO, ma anche una persona con un piano ben più articolato, che metterà a dura prova i protagonisti della serie.

## Colonna sonora
La colonna sonora del film, Sword Art Online the Movie -Ordinal Scale- Original Soundtrack, composta da Yuki Kajiura, conta un totale di 55 canzoni, divise in due dischi. Il primo disco è l'album musicale ufficiale di Kajiura prodotto dalla casa discografica Aniplex, mentre il secondo include i singoli presenti nel film cantati della doppiatrice giapponese di Yuna, Sayaka Kanda. La sigla di chiusura del film è il singolo "Catch the Moment" della cantante LiSA.

### Disc 1 – Original Soundtrack
Testi e musiche di Yuki Kajiura.
1. in the digital world – 0:33
2. a promise – 0:30
3. story of the past – 2:10
4. Augma – 0:50
5. back ground music No.1 – 1:22
6. welcome to "Ordinal Scale" – 0:58
7. logging in #1 – 0:43
8. beginning of the fight – 0:25
9. fight in the OS – 1:19
10. you won! – 1:19
11. mystery of OS #1 – 0:35
12. night time – 0:51
13. logging in #2 – 0:26
14. she has a luminous sword – 0:59
15. Yuna #1 – 0:32
16. mystery of OS #2 – 0:40
17. starting to solve the mystery – 0:58
18. Yuna #2 – 0:40
19. logging in #3 – 0:22
20. her dream – 1:32
21. loss of memory – 0:48
22. to find her memory – 1:53
23. to find her memory #2 – 0:28
24. his anger – 0:26
25. I have to regain her memory – 1:25
26. logging in #4 – 0:18
27. another field to overcome – 2:16
28. Yuna #3 – 0:19
29. Yuna #4 – 0:15
30. mystery of OS #3 – 0:45
31. he has something to hide – 1:23
32. the lost daughter – 1:39
33. in her room – 2:22
34. I will be close to you – 1:15
35. I will fight to regain her memory – 1:06
36. who are you? – 1:14
37. it's just only a game – 1:50
38. he knows something – 0:30
39. a short break – 0:30
40. facing each other – 1:10
41. something wrong is happening – 2:36
42. father and daughter – 1:22
43. can we save them? – 2:02
44. we are always together – 0:33
45. the place we should have reached – 1:36
46. for your bravery – 1:16
47. I will fight with you! – 0:57
48. let's join swords – 2:47
49. he is here – 0:25
50. shooting stars – 2:10

### Disc 2 – Insert Songs
1. Sayaka Kanda – Ubiquitous dB – 4:47 (testo: Hotaru – musica: Yashikin)
2. Sayaka Kanda – longing (Yuki Kajiura)
3. Sayaka Kanda – delete (Yuki Kajiura)
4. Sayaka Kanda – Break Beat Bark! (testo: Hotaru)
5. Sayaka Kanda – smile for you (Yuki Kajiura)